# 蔣雲寬
蔣雲寬（1765年—1822年），原名雲官，字撷五，号牧叔，湖南永明县人。清朝官員，書法家。

## 生平
嘉庆四年（1799年）己未科进士，选翰林院庶吉士，改刑部主事，累迁山西道监察御史，弹劾权贵，有直声。官至户科掌印给事中。
工書法。有《瑞萼堂集》、《台垣存稿》等。